# Distretto di Toribio Casanova
Il distretto di Toribio Casanova è uno dei quindici distretti  della provincia di Cutervo, in Perù. Si trova nella regione di Cajamarca e si estende su una superficie di 40,65 chilometri quadrati.

Istituito il 19 novembre 1954, ha per capitale la città di La Sacilia; al censimento 2005 contava 1.589 abitanti.